# Nam Tarawa
Tarawa Nam (tiếng Anh: South Tarawa) là thủ đô chính thức của Cộng hòa Kiribati  trên đảo san hô Tarawa. 
Trung tâm dân số của Tarawa Nam bao gồm tất cả các hòn đảo nhỏ giữa Bairiki (về phía tây) đến Temaiku và Bonriki về phía đông. Tất cả các hòn đảo nhỏ nằm tách biệt một lần được tham gia bằng các cầu nối, tạo thành một hòn dài trên các rạn san hô dọc theo bờ phía nam của phá Tarawa. Ngoài ra còn có một đường đắp cao tương đối mới Đường nối Nhật Bản kết nối Tarawa Nam đến Betio bên ngoài Tarawa Nam. Tarawa Nam nằm ở toạ độ 1 ° 19 ' vĩ Bắc, 172 ° 58' kinh Đông (1,31667, 172,9667).